# Riverview (circonscription provinciale)
Pour les articles homonymes, voir Riverview.
Circonscription électorale provinciale du Canada
Riverview est une circonscription électorale provinciale du Nouveau-Brunswick, au Canada. Elle est représentée à l'Assemblée législative depuis 1974.

## Géographie
La circonscription comprend:
- La ville de Riverview

## Liste des députés
| Législature                              | Années      | Député      | Député           | Parti                     |
| ---------------------------------------- | ----------- | ----------- | ---------------- | ------------------------- |
| Riverview Circonscription issue d'Albert |             |             |                  |                           |
| 48e                                      | 1974-1978   |             | Brenda Robertson | Progressiste-conservateur |
| 49e                                      | 1978-1982   |             | Brenda Robertson | Progressiste-conservateur |
| 50e                                      | 1982-1984   |             | Brenda Robertson | Progressiste-conservateur |
| 50e                                      | 1984-1987   |             | Hubert Seamans   | Libéral                   |
| 51e                                      | 1987-1991   |             | Hubert Seamans   | Libéral                   |
| 52e                                      | 1991-1995   |             | Gordon Willden   | Confédération des régions |
| 53e                                      | 1995-1999   |             | Al Kavanaugh     | Libéral                   |
| 54e                                      | 1999-2002†  |             | Pat Crossman     | Progressiste-conservateur |
| 55e                                      | 2003-2006   | Bruce Fitch |                  | Progressiste-conservateur |
| 56e                                      | 2006-2010   | Bruce Fitch |                  | Progressiste-conservateur |
| 57e                                      | 2010-2014   | Bruce Fitch |                  | Progressiste-conservateur |
| 58e                                      | 2014-2018   | Bruce Fitch |                  | Progressiste-conservateur |
| 59e                                      | 2018-2020   | Bruce Fitch |                  | Progressiste-conservateur |
| 60e                                      | 2020-2024   | Bruce Fitch |                  | Progressiste-conservateur |
| 61e                                      | 2024-actuel | Rob Weir    |                  | Progressiste-conservateur |

†Décès de Pat Crossman en 2002